# Timothy Fosu-Mensah
Timothy Fosu-Mensah (sinh ngày 2 tháng 1 năm 1998) là một cầu thủ bóng đá chuyên nghiệp người Hà Lan hiện đang thi đấu cho câu lạc bộ Bayer Leverkusen và đội tuyển bóng đá quốc gia Hà Lan. Anh được biết đến là một cầu thủ đa năng, có thể chơi tại nhiều vị trí khác nhau như trung vệ, hậu vệ cánh và tiền vệ phòng ngự.

## Thời thơ ấu
Sinh ra ở Amsterdam, anh bắt đầu sự nghiệp của mình với Ajax trước khi chuyển đến Anh năm 2014.

## Sự nghiệp

### Manchester United
Fosu-Mensah đã từng chơi cho đội trẻ của Manchester United với nhiều vị trí khác nhau bao gồm tiền vệ trung tâm, hậu vệ trái, tiền vệ phòng ngự và tiền vệ tấn công. Anh đã có trận đấu ra mắt đầu tiên ở vị trí hậu vệ trái vào ngày 28 tháng 2 năm 2016 trong khuôn khổ Giải bóng đá Ngoại hạng Anh khi đối thủ đó là Arsenal, khi vào sân ở phút 55 thay cho Marcos Rojo bị chấn thương.
Ngày 19 tháng 10 năm 2016, anh ký hợp đồng mới với Manchester United có thời hạn đến 2020, cùng tùy chọn gia hạn thêm một năm.

#### Cho mượn tại Crystal Palace
Ngày 10 tháng 8 năm 2017, Fosu-Mensah gia nhập Crystal Palace theo dạng cho mượn kéo dài một mùa giải, tái hợp với huấn luyện viên cũ của anh tại Ajax, Frank de Boer. Anh có trận ra mắt cho Palace hai ngày sau đó vào ngày 12 tháng 8 năm 2017 gặp đội mới thăng hạng Huddersfield Town, thua 0–3. Bất chấp thất bại, Fosu-Mensah vẫn được khen ngợi vì pha cản phá ngăn Steve Mounié lập hat-trick vào phút cuối.

#### Cho mượn tại Fullham
Ngày 9 tháng 8 năm 2018, Fosu-Mensah gia nhập Fullham theo dạng cho mượn kéo dài một mùa giải. Anh ra mắt Fullham ngày 18 tháng 8 năm 2018 khi chơi trọn vẹn 90 phút trong trận thua 1–3 trước Tottenham Hotspur tại Premier League. Ngày 13 tháng 4 năm 2019, anh bị chấn thương đầu gối và buộc phải trở lại Manchester United.

#### Trở lại United
Ngày 27 tháng 6 năm 2020, Fosu-Mensah có lần đầu tiên góp mặt trong đội một United kể từ ngày 21 tháng 5 năm 2017 khi anh ngồi trên băng ghế dự bị 120 phút trong trận đấu với Norwich City tại FA Cup. Ngày 16 tháng 7 năm 2020, Fosu-Mensah đá chính trong trận gặp đội bóng cũ Crystal Palace, đây cũng trận đầu tiên của anh kể từ ngày 21 tháng 5 năm 2017.

### Bayer Leverkusen
Ngày 13 tháng 1 năm 2021, Fosu-Mensah hoàn tất chuyển nhượng từ Manchester United đến Bayer Leverkusen.

## Gia đình
Timothy Fosu-Mensah là anh trai của cầu thủ bóng đá Alfons Fosu-Mensah.

## Thống kê sự nghiệp

### Câu lạc bộ
Tính đến ngày 13 tháng 2 năm 2021.
| Câu lạc bộ            | Mùa giải       | Giải quốc nội  | Giải quốc nội | Giải quốc nội | Cúp quốc gia | Cúp quốc gia | Cúp liên đoàn | Cúp liên đoàn | Cúp châu Âu | Cúp châu Âu | Khác | Khác | Tổng cộng | Tổng cộng |
| Câu lạc bộ            | Mùa giải       | Hạng đấu       | Trận          | Bàn           | Trận         | Bàn          | Trận          | Bàn           | Trận        | Bàn         | Trận | Bàn  | Trận      | Bàn       |
| --------------------- | -------------- | -------------- | ------------- | ------------- | ------------ | ------------ | ------------- | ------------- | ----------- | ----------- | ---- | ---- | --------- | --------- |
| Manchester United     | 2015–16        | Premier League | 8             | 0             | 2            | 0            | 0             | 0             | 0           | 0           | —    | —    | 10        | 0         |
| Manchester United     | 2016–17        | Premier League | 4             | 0             | 2            | 0            | 1             | 0             | 4           | 0           | 0    | 0    | 11        | 0         |
| Manchester United     | 2017–18        | Premier League | 0             | 0             | 0            | 0            | 0             | 0             | 0           | 0           | 0    | 0    | 0         | 0         |
| Manchester United     | 2018–19        | Premier League | 0             | 0             | 0            | 0            | 0             | 0             | 0           | 0           | —    | —    | 0         | 0         |
| Manchester United     | 2019–20        | Premier League | 3             | 0             | 1            | 0            | 0             | 0             | 2           | 0           | —    | —    | 6         | 0         |
| Manchester United     | 2020–21        | Premier League | 1             | 0             | 0            | 0            | 0             | 0             | 2           | 0           | —    | —    | 3         | 0         |
| Manchester United     | Tổng cộng      | Tổng cộng      | 16            | 0             | 5            | 0            | 1             | 0             | 8           | 0           | 0    | 0    | 30        | 0         |
| Crystal Palace (mượn) | 2017–18        | Premier League | 21            | 0             | 1            | 0            | 2             | 0             | —           | —           | —    | —    | 24        | 0         |
| Fulham (mượn)         | 2018–19        | Premier League | 12            | 0             | 0            | 0            | 1             | 0             | —           | —           | —    | —    | 13        | 0         |
| Bayer Leverkusen      | 2020–21        | Bundesliga     | 4             | 0             | 1            | 0            | —             | —             | 0           | 0           | —    | —    | 5         | 0         |
| Tổng sự nghiệp        | Tổng sự nghiệp | Tổng sự nghiệp | 53            | 0             | 7            | 0            | 4             | 0             | 8           | 0           | 0    | 0    | 72        | 0         |

1. ↑  Bao gồm FA Cup và DFB-Pokal
2. ↑  Bao gồm EFL Cup
3. 1 2  Số trận ra sân tại UEFA Europa League
4. ↑  Số trận ra sân tại UEFA Champions League

### Quốc tế
Tính đến ngày 23 tháng 3 năm 2018.
| Hà Lan    | Hà Lan | Hà Lan |
| Năm       | Trận   | Bàn    |
| --------- | ------ | ------ |
| 2017      | 2      | 0      |
| 2018      | 1      | 0      |
| Tổng cộng | 3      | 0      |

## Danh hiệu
U23 Manchester United
- U21 Premier League: 2015–16

Manchester United
- FA Cup: 2015–16
- EFL Cup: 2016–17
- UEFA Europa League: 2016–17

Bayer Leverkusen
- Bundesliga: 2023–24[8]
- DFB-Pokal: 2023–24[9]